# Динозавры палеоцена

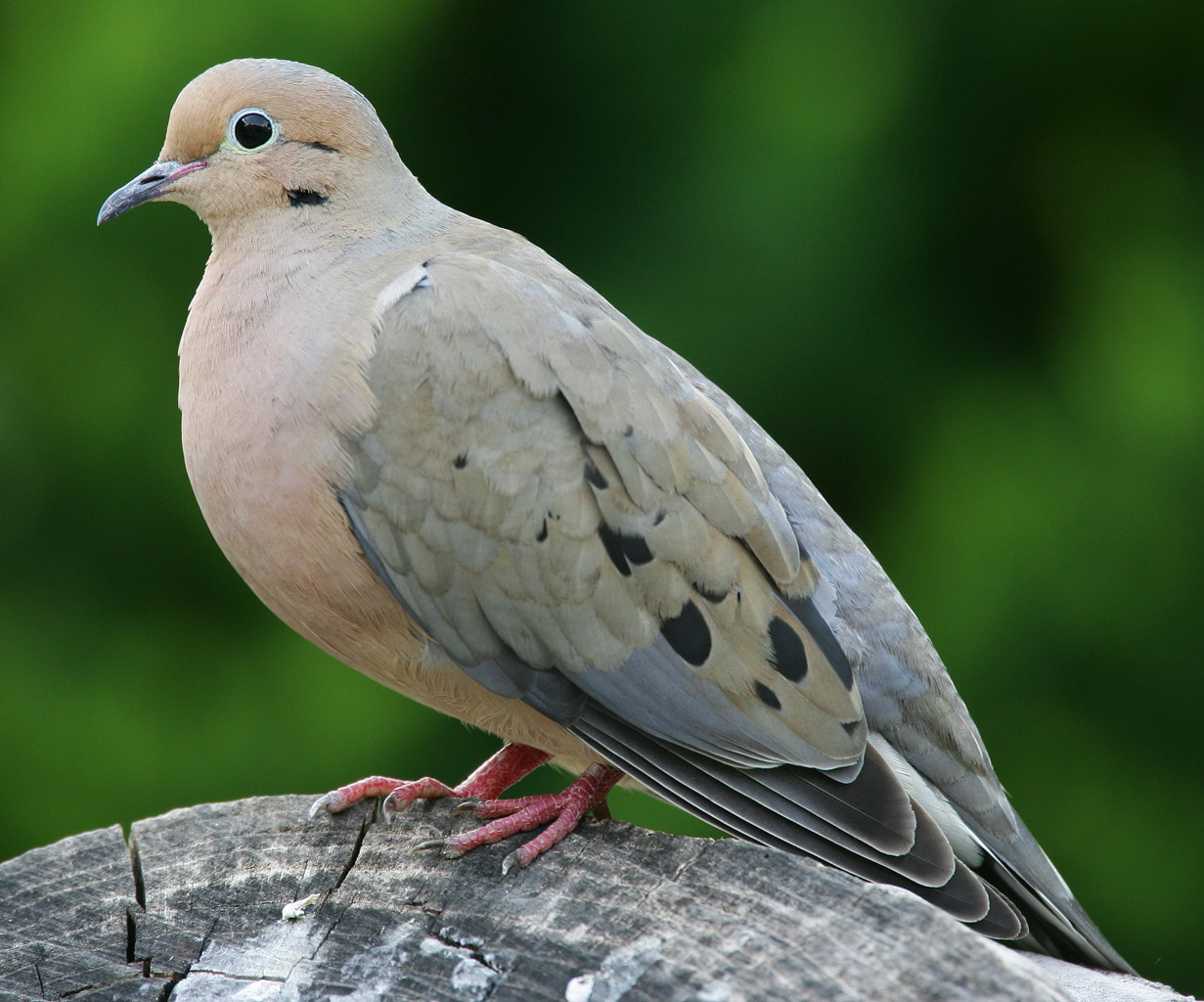
Из всех представителей клады динозавров только птицы дожили до наших дней. На фотографии представлена плачущая горлица.

Динозавры палеоцена — гипотетические нептичьи динозавры, которые смогли пережить мел-палеогеновое вымирание, произошедшее 66 млн лет назад. Единственные представители клады динозавров, которые бесспорно пережили это вымирание, — птицы. Однако существуют весьма противоречивые и спорные указания на то, что его смогли пережить и некоторые нептичьи динозавры, существовавшие после этого ещё несколько миллионов лет в эпоху палеоцена.

## Доказательства
Некоторые исследователи заявляли, что некоторые нептичьи динозавры дожили до палеоцена, и поэтому их исчезновение скорее всего было постепенным. Их аргументы были основаны на обнаружении остатков нептичьих динозавров в формации Хелл-Крик на высоте 1,3 метра выше (эквивалентно 40 000 годам разницы), чем отложения мел-палеогеновой границы. Подобные сообщения поступали и из других стран, например из Китая (см. ниже).
В 2001 году было доказано, что образцы пыльцы, обнаруженные возле окаменелой бедренной кости гадрозавра, обнаруженной в песчанике Охо-Аламо на реке Сан-Хуан, указывают на то, что животное жило в палеогеновом периоде, примерно 64,5 млн лет назад. Прямое датирование кости показало, что её возраст составляет 64,8 ± 0,9 миллиона лет. Многие учёные, однако, отвергают возможность и доказательства существования нептичьих динозавров в палеоцене, приводя аргумент, что найденные окаменелости просто были вымыты из своего первоначального места, а затем были перезахоронены в гораздо более поздних отложениях. Хорошим аргументом в пользу их существования мог бы быть найденный полный скелет нептичьего динозавра, датированный возрастом в примерно 65—61 млн лет. Пока о таких находках не сообщалось.
В Китае в 1995 году был найден и описан Qinornis, который не относится к кроновой группе птиц, но относится к стволовой группе клады птицехвостых, включающей ближайших вымерших родственников птиц. Найденные окаменелости датируются возрастом 61 млн лет, что позволяет назвать Qinornis первым и пока единственным нептичьим птицехвостым, дожившим до эпохи палеоцена.